# السرب 120 (إسرائيل)
تشكل السرب 120 التابع للقوات الجوية الإسرائيلية، المعروف أيضاً باسم (سرب عمالقة الصحراء) (بالعبرية: טייסת ענקי המדבר) في 1 يوليو 1964 وكان يعرف في السابق باسم السرب الدولي. وهو سرب طائرات طراز بوينغ 707 ، يتمركز في قاعدة نفاطيم الجوية.
في 17 سبتمبر 1971، سقطت طائرة تجسس واستطلاع إلكتروني إسرائيلية من طراز بوينج 377 ستراتوكروزور تابعة للسرب، كانت تجري مهام استطلاع وتصوير روتينية للجبهة المصرية على طول قناة السويس، بواسطة وسائل الدفاع الجوي المصري. مما أدى لمقتل سبعة من طاقمها.

## معرض الصور

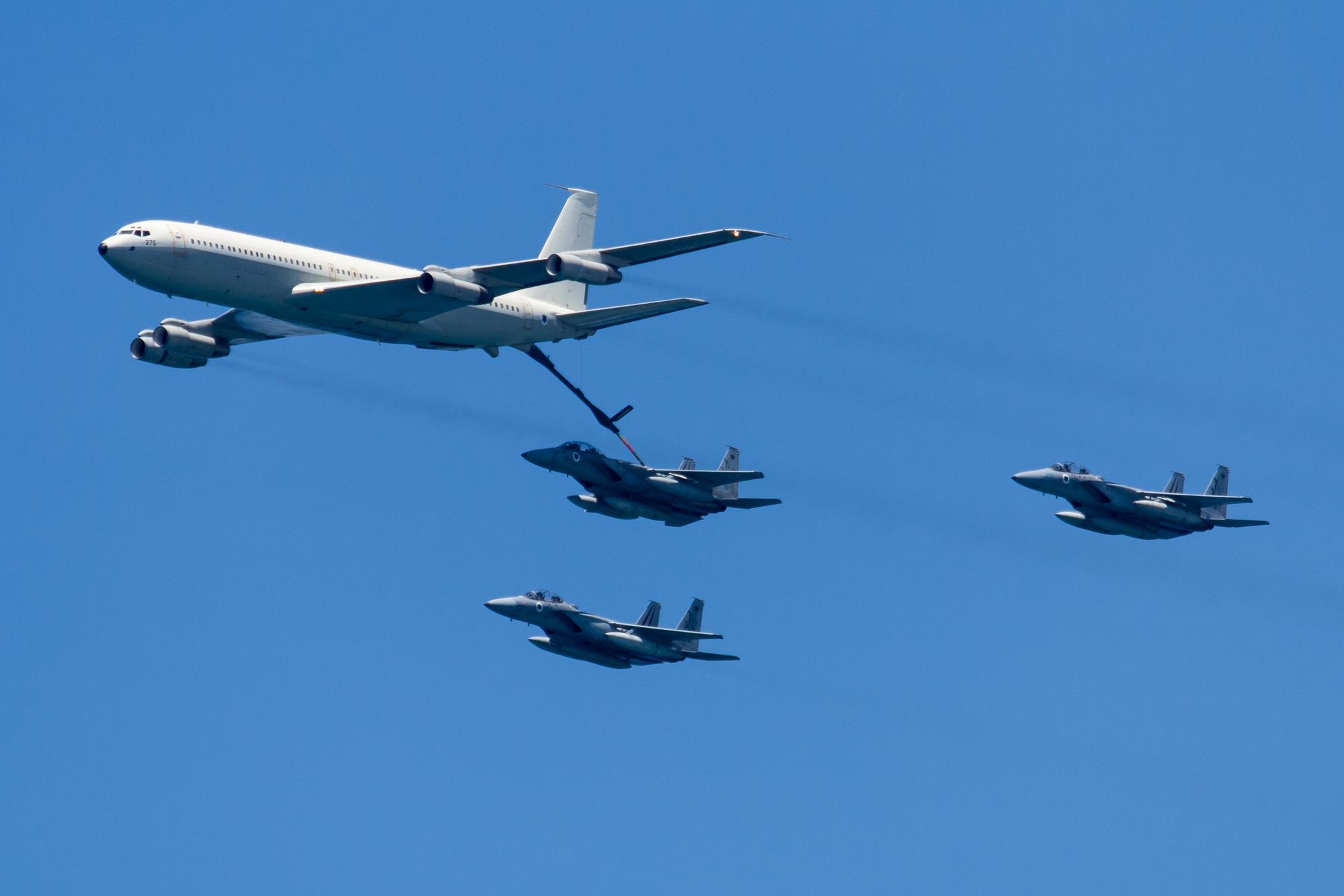
بوينج 707 تابعة للسرب 120 تقوم بتزويد مقاتلات إف-15 بالوقود جواً
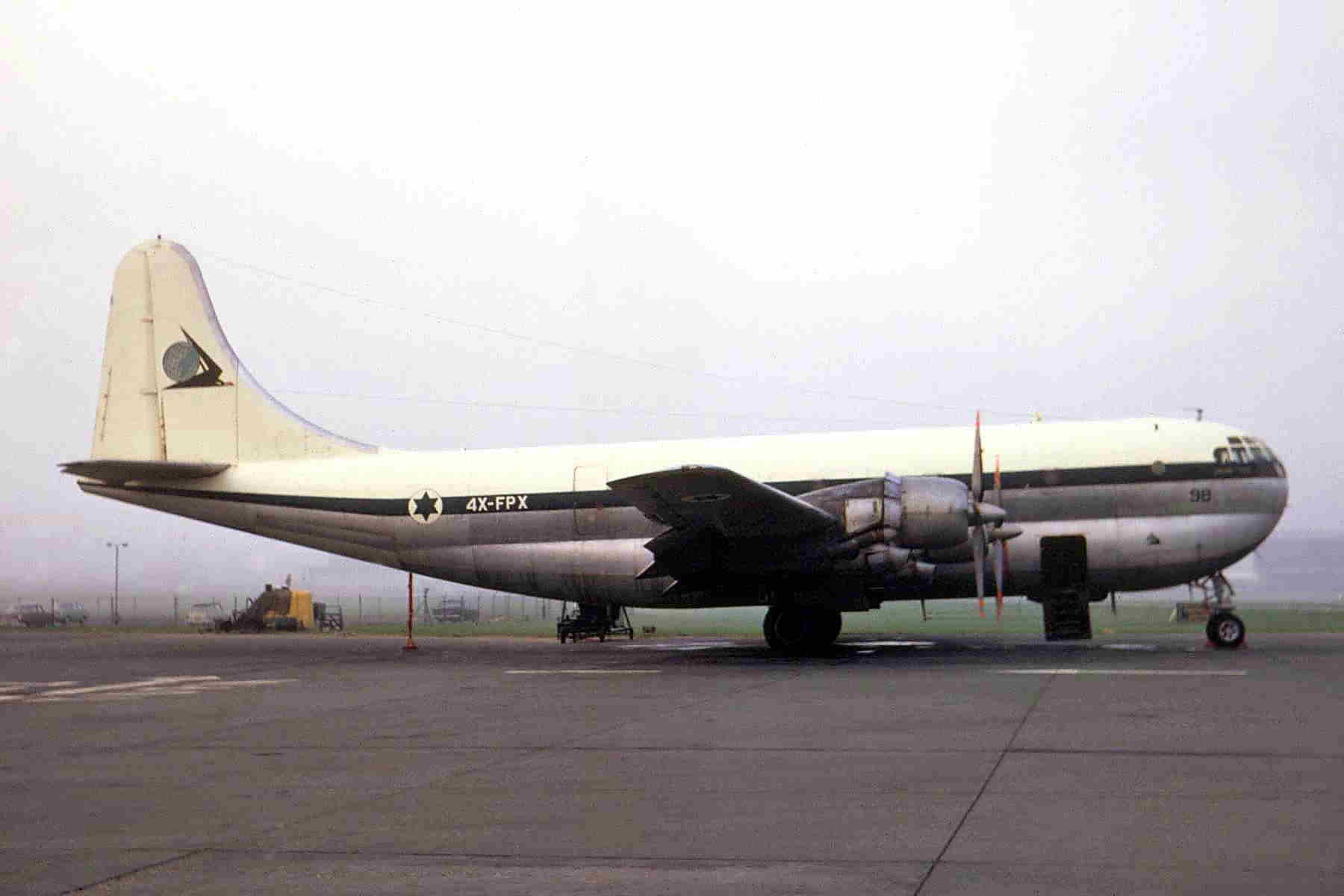
بوينج 377 ستراتوكروزور تابعة للسرب 120 مماثلة للطائرة التي أسقطها الدفاع الجوي المصري في 17 سبتمبر 1971